# Robert Dudley Baxter
Robert Dudley Baxter (1827 - 1875) là một nhà kinh tế học và thống kê học người Anh. Baxter sinh tại Doncaster. Ông học tư tại Trinity College, Đại học Cambridge. Ông học luật học rồi vào làm việc trong hãng cố vấn pháp luật Baxter & Co. của người cha, cho tới khi qua đời. Ông đã hoàn thành nhiều tác phẩm kinh tế hữu ích và dù rất quan tâm tới kinh doanh, ông cũng là hội viên của "Hội thống kê" và các hội của các nhà trí thức khác.

## Các tác phẩm chính về kinh tế
- The Budget and the Income Tax (1860),
- Railway Extension and its Results (1866),
- The National Income (1868),
- The Taxation of the United Kingdom (1869),
- National Debts of the World (1871),
- Local Government and Taxation (1874),

## Các tác phẩm chính trị
- The Volunteer Movement (1860)
- The Redistribution of Seats and the Counties (1866),
- History of English Parties and Conservatism (1870),
- The Political Progress of the Working Classes (1871).